# Белаазјорск
Белаазјорск или Белоозјорск (блр. Белаазёрск; рус. Белоозёрск) је град у југозападном делу Републике Белорусије. Административно припада Бјаризавском рејону Брестске области.
Према процени из 2012. у граду је живело 12.508 становника.

## Географија
Град Белаазјорск се налази у подручју између три језера Црног, Белог и Спаравског, на око 27 км југоисточно од административног центра рејона Бјарозе. Налази се на 100 км североисточно од административног центра области Бреста и на 250 км југозападно од главног града земље Минска.

## Историја
Насеље Белаазјорск је основано 1958. првобитно као радничко насеље запослених на гардњи кондензационе електране недалеко од села Нивки.
Од 12. јануара 1960. административно је уређен као радничка варошица под именом Бјарозавски, а средином те године преименован је на садашњи назив. Административни статус града рејонске субординације носи од 16. септембра 1970. године.

## Становништво
Према процени, у граду је 2012. живело 12.508 становника.
| 1979. | 1989.  | 1999.  | 2009.  | 2012.  |
| ----- | ------ | ------ | ------ | ------ |
| 9.102 | 10.698 | 10.698 | 12.519 | 12.508 |